# Chillán Viejo
Chillán Viejo è un comune del Cile della provincia di Diguillín, nella Regione di Ñuble. Al censimento del 2002 possedeva una popolazione di 22.084 abitanti.

## Società

### Evoluzione demografica
| Censimento del 1992 | Censimento del 2002 |
| 16.715 ab.          | 22.084 ab.          |